# IC 3159
IC 3159 је спирална галаксија у сазвјежђу Дјевица која се налази на листи објеката дубоког неба у Индекс каталогу.
Деклинација објекта је + 11° 40' 28" а ректасцензија 12h 19m 53,2s. Привидна величина (магнитуда) објекта IC 3159 износи 15,9 а фотографска магнитуда 16,7.